# Sziklay Erika
Sziklay Erika; Silbernagel (Rákospalota, 1934. március 4. – 2019. február 25.) énekművész (szoprán), énektanár.
A 20. századi dalirodalom, különösen a második bécsi iskola vokális műveinek kiváló előadója, népszerűsítője. Számtalan kortárs magyar művet mutatott be.

## Életútja
Édesapja, Silbernagel Viktor zenetanár volt, édesanyja, Miller Irma zongoraművésznek tanult.
1952 és 1957 között a Bartók Béla Zeneművészeti Szakközépiskolában tanult, ahol László Géza és Kapitánffy Istvánné voltak tanárai, ezután a Zeneakadémia hallgatója volt 1957 és 1960 között, ahol Maleczky Oszkár tanítványa volt. 
1960-tól az Országos Filharmónia szólistájaként működött, 1964-től a Zeneakadémia énektanszakának adjunktusa, később egyetemi docense lett. Tanítványai voltak többek között: Kukely Júlia, Kertesi Ingrid, Bátori Éva, Szendrényi Katalin, Bellai Eszter, Szonda Éva, Felber Gabriella, Váradi Zita, Szabóky Tünde, Fekete Attila és Meláth Andrea. 

## Kitüntetései
- Liszt Ferenc-díj (1969)
- Érdemes Művész (1975)
- Bartók-emlékérem (1981)
- Liszt Ferenc-emlékérem (1986)
- Bartók Béla–Pásztory Ditta-díj (1996)
- Liszt Ferenc-emlékgyűrű (2000)
- Grand Prix de Disque-díj (több alkalommal)
- A Magyar Köztársasági Érdemrend lovagkeresztje (2004)